# Busonia scutellaris
Busonia scutellaris är en insektsart som beskrevs av Baker 1915. Busonia scutellaris ingår i släktet Busonia och familjen dvärgstritar. Inga underarter finns listade i Catalogue of Life.